# Стокс (Північна Кароліна)
Стокс (англ. Stokes) — переписна місцевість (CDP) в США, в окрузі Пітт штату Північна Кароліна. Населення — 357 осіб (2020).

## Географія
Стокс розташований за координатами 35°42′38″ пн. ш. 77°16′3″ зх. д. / 35.71056° пн. ш. 77.26750° зх. д. (35.710510, -77.267566).  За даними Бюро перепису населення США в 2010 році переписна місцевість мала площу 11,47 км², уся площа — суходіл.

## Демографія
Згідно з переписом 2010 року, у переписній місцевості мешкало 376 осіб у 161 домогосподарстві у складі 108 родин. Густота населення становила 33 особи/км².  Було 174 помешкання (15/км²).
Расовий склад населення:
| - 79,5 % — білих - 18,6 % — чорних або афроамериканців - 0,3 % — корінних американців - 0,3 % — азіатів |

До двох чи більше рас належало 1,3 %. Частка іспаномовних становила 0,3 % від усіх жителів.
За віковим діапазоном населення розподілялося таким чином: 20,5 % — особи молодші 18 років, 63,8 % — особи у віці 18—64 років, 15,7 % — особи у віці 65 років та старші. Медіана віку мешканця становила 43,5 року. На 100 осіб жіночої статі у переписній місцевості припадало 98,9 чоловіків;  на 100 жінок у віці від 18 років та старших — 98,0 чоловіків також старших 18 років.
Цивільне працевлаштоване населення становило 178 осіб. Основні галузі зайнятості: сільське господарство, лісництво, риболовля — 28,1 %, фінанси, страхування та нерухомість — 18,5 %, будівництво — 10,7 %, публічна адміністрація — 9,0 %.